# Новозлатополь (Розовская поселковая община)
Новозлатополь (укр. Новозлатопіль, до 2016 г. — Пролетарское) — село в Розовской поселковой общине Пологовского района Запорожской области Украины.
До укрупнения районов в 2020 году входило в Новозлатопольский сельский совет (прежде Пролетарский) Розовского района.
Код КОАТУУ — 2324984001. Население по переписи 2001 года составляло 570 человек.
Являлось административным центром Новозлатопольского (до 2016 г. Пролетарского) сельского совета, в который, кроме того, входили сёла
Зеленополь,
Маринополь и
Надийное.

## Географическое положение
Село Новозлатополь находится на расстоянии в 1,5 км от села Маринополь и в 4-х км от села Зеленополь.

## История
- 1895 год — дата основания как хутор Камнер, затем еврейская земледельческая колония № 7 Графская.
- В 1923 году приказом Мариупольского окрисполкома в ознаменование 6-й годовщины Октябрьской революции село Графское переименовано в Пролетарское[2].
- В 2016 году переименовано в Новозлатополь.

## Экономика
- «Пролетарское», ООО.
- «Славута», ООО.

## Объекты социальной сферы
- Школа I—II ст. В 2008 году сельсовет получил автобус для подвоза школьников из отдалённых сёл[3].